# Merionoeda brachyptera
Merionoeda brachyptera är en skalbaggsart som beskrevs av Francis Polkinghorne Pascoe 1869. Merionoeda brachyptera ingår i släktet Merionoeda och familjen långhorningar. Inga underarter finns listade i Catalogue of Life.